# Upper Sandusky
Upper Sandusky est une ville de l'État de l'Ohio, aux États-Unis. Elle est le siège du comté de Wyandot.

## Géographie
Selon les données du Bureau du recensement des États-Unis, Upper Sandusky a une superficie de 13,7 km² (soit 5,3 mi²) dont 13,6 km² (soit 5,2 mi²) en surfaces terrestres et 0,1 km² (soit 0,04 mi²) en surfaces aquatiques.

## Démographie
Upper Sandusky était peuplée, lors du recensement de 2000, de 6 533 habitants.